# Haguro (Schiff, 1928)
Die Haguro (japanisch 羽黒) war ein Schwerer Kreuzer der Myōkō-Klasse, der von der Kaiserlich Japanischen Marine im Pazifikkrieg eingesetzt wurde. Er wurde nach dem Haguro-san benannt. Das Schiff war im Pazifikkrieg unter anderem an den Kampfhandlungen bei der Kaiserin-Augusta-Bucht beteiligt, bevor es am 16. Mai 1945 versenkt wurde.

## Planung und Bau

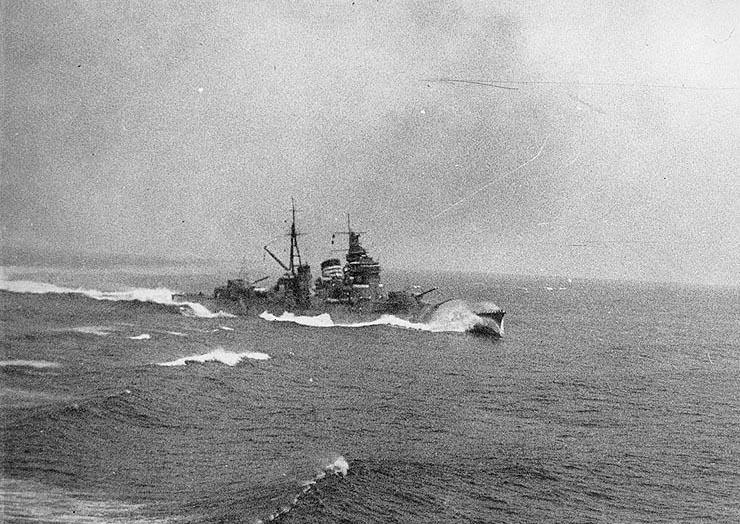
Der Kreuzer Haguro 1936

Die 10.000-Tonnen-Kreuzer der Myōkō-Klasse wurden als erste Schwere Kreuzer Japans nach dem Washingtoner Abkommen aus dem Jahr 1922 unter Ausnutzung der Obergrenze des Kalibers der schweren Artillerie von 203 mm projektiert.
Mit dem japanischen Staatshaushalt von 1923 wurde der Bau des Schiffs bewilligt; es wurde dann am 16. März 1925 auf der Mitsubishi-Werft in Nagasaki auf Kiel gelegt. Da durch Streiks der Bau zeitweise ruhte, erfolgte der Stapellauf erst am 24. März 1928. Am 25. April 1929 wurde die Haguro in Dienst gestellt. In den 1930er Jahren wurde der Kreuzer mehrfach modernisiert, vor allem im Jahr 1936. Haguro wurde wie alle japanischen Schweren Kreuzer auch mit Radar nachgerüstet, 1943 mit dem Mehrzwecksuchradar Typ 21 (Vormast), das 1944 durch zwei Seesuch- und Feuerleitanlagen Typ 22 (beidseits der Brücke) und ein Luftwarnradar Typ 13 (vorn am Großmast) sowie passive Systeme (E-27) ergänzt wurde.
Der Schwere Kreuzer war über alles 201,70 Meter lang, 20,73 Meter breit und hatte einen Tiefgang von 6,32 Metern. Die Besatzungsstärke belief sich auf 773 Mann. Die vier Dampfturbinensätze hatten eine Maximalleistung von je 9568 kW (13.000 PS); sie ermöglichten dem Schiff eine maximale Geschwindigkeit von 33 Knoten. Der Antrieb erfolgte über vier Propeller. Für die zwölf Heizkessel standen 2.214 Tonnen Heizöl zur Verfügung. Bei einer Geschwindigkeit von 14 kn war theoretisch eine Fahrstrecke von 14.900 Seemeilen möglich.

### Bewaffnung
Bewaffnet war die Haguro mit zehn 203-mm-Geschützen, sechs 120-mm-Geschützen (bis 1934), bzw. acht 127-mm-Geschützen (ab 1935) und mindestens zwei 13-mm-Maschinengewehren, die schon 1935 durch zwei 13-mm-Vierlinge verstärkt wurden. Die leichte Flak war jedoch bereits vor dem Krieg auf zwölf Rohre (vier Zwillinge der standardmäßig verwendeten 25-mm-Hotchkiss-Lafetten, plus zwei 13-mm-Zwillinge) erhöht worden und wurde dann bis 1944 laufend verstärkt (Enddotierung Haguro ab Juli 1944: 52 Rohre 25 mm in vier Drillingen, acht Zwillingen und 24 Einzellafetten). Zusätzlich verfügte das Schiff wie seine Schwesterschiffe über eine wechselnde Anzahl von 610-mm-Torpedorohren in Vierersätzen: Nach dem ersten Umbau waren es zwei Vierlinge, nach dem zweiten Umbau kurz vor dem Krieg dann vier Vierlinge (16 Rohre), die zudem sämtlich über Schnell-Nachladesätze verfügten, so dass im Gefecht die enorme Anzahl von 32 Torpedos verfügbar war. 1944 wurde zur Kompensation des zusätzlichen Gewichtes der Nachrüstungen (leichte Flak, Radar) die Torpedorohrdotierung wieder halbiert (die achteren Sätze wurden abgegeben). Außerdem befanden sich zwei Flugzeugkatapulte und regelmäßig drei Wasserflugzeuge an Bord.

### Panzerung
Die Panzerdicken waren an Deck 51 bis 76 mm und in der Wasserlinie mit Torpedowülsten sowie an den Geschütztürmen der schweren Artillerie 76 mm stark.

## Einsätze

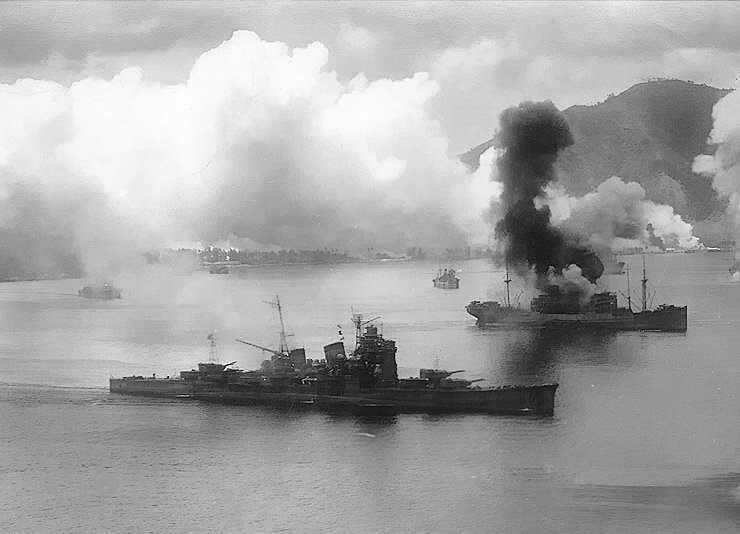
Die Haguro während des Luftangriffs am 2. November 1943 bei Rabaul

### Javasee
Während der drei Tage dauernden Auseinandersetzungen um die Schlacht in der Javasee vom 27. Februar bis 1. März 1942 verschoss die Haguro insgesamt 890 ihrer 20,3-cm-Granaten und beschädigte damit die Kreuzer Exeter und De Ruyter. Sie setzte zudem insgesamt 20 Typ-93-Torpedos ab, die den Kreuzer De Ruyter und den Zerstörer Kortenaer versenkten. Die 20,3-cm-Rohre waren nach der Schlacht ausgeschossen und wurden ausgetauscht.

### Rabaul
Nach mehreren Einsätzen im Pazifik wurde die Haguro mit der Myōkō im Oktober 1943 nach Rabaul abgestellt. Als Eskorte für einen Versorgungskonvoi für Bougainville wurde sie am 1. November durch eine neben dem Schiff auf dem Wasser explodierende amerikanische 250-kg-Bombe, abgeworfen von einem B-24-Bomber, leicht beschädigt. In der folgenden Seeschlacht bei der Kaiserin-Augusta-Bucht wurde die Haguro von zehn Granaten getroffen, die Besatzung hatte allerdings nur einen Toten zu beklagen, und die Schäden am Schiff waren gering, da die meisten Granaten, die das Schiff trafen, Blindgänger waren.
Dem Plan der Operation Cartwheel folgend, versuchten die Amerikaner, den japanischen Flottenstützpunkt Rabaul zu isolieren und zu neutralisieren. Die 3rd Bombardment Group der amerikanischen Luftwaffe führte im Zuge dieser Operation am 2. November 1943 einen Angriff auf Simpson Harbor durch, der Ankerplatz für japanische Flotteneinheiten war. Fünf Schwadronen mit insgesamt etwa 70 B-25-Bombern griffen die Schiffe am Ankerplatz im Tiefflug an. Die beiden Kreuzer wurden jedoch nicht getroffen.

### Leyte
Im Oktober 1944 gehörte die Haguro zu den zahlreichen Schiffen der Kaiserlichen Marine, die abkommandiert wurden, um eine amerikanische Landung auf den Philippinen zu verhindern. In der sich nun anbahnenden See- und Luftschlacht im Golf von Leyte gehörte sie zur japanischen Hauptstreitmacht, einem Verband aus Kreuzern und Zerstörern, der sich um die beiden Superschlachtschiffe der Yamato-Klasse gruppierte. Beim Anmarsch wurde der Verband am 23. Oktober 1944 in der Palawanstraße von U-Booten angegriffen. In der Steuerbordkolonne des Verbandes wurde der Kreuzer Maya unmittelbar hinter der Haguro von drei Torpedos getroffen, während die Haguro zwei weitere Torpedos ausmanövrieren konnte. Am nächsten Tag wurde das Flaggschiff der Kreuzergruppe, die Myōkō, von einem Flugzeugtorpedo beschädigt, und die Haguro wurde neues Flaggschiff von Vizeadmiral Hashimoto.
Am 25. Oktober trafen schließlich die Reste der japanischen Hauptstreitmacht vor Samar auf amerikanische Schiffe. Die Haguro erhielt in der folgenden Auseinandersetzung mit amerikanischen Schiffen und Flugzeugen einen Volltreffer durch eine Fliegerbombe auf Turm „B“. Die Bombe durchschlug das Turmdach und tötete 30 Seeleute, eine Explosion der Munitionsvorräte unterhalb des Turms konnte aber verhindert werden.
Nach dem Abbruch des Angriffs zog sich der Kreuzer nach Brunei zurück, von wo aus er später nach Singapur verlegt wurde.

### Untergang
Von Singapur aus wurde die Haguro als einzige einsatzbereite schwere Einheit der 10. Regionalflotte der japanischen Marine in dem Gebiet zu Versorgungsaufgaben für japanische Garnisonen eingesetzt. Am 14. und 15. Mai 1945 wurde sie von mehreren alliierten Kampfgruppen verfolgt, zu denen auch das französische Schlachtschiff Richelieu gehörte, als der Kreuzer zusammen mit dem Zerstörer Kamikaze versuchte, die Garnison auf den Andamanen zu versorgen. Nachdem japanische Aufklärungsflugzeuge feindliche Schiffe entdeckt hatten, brach Vizeadmiral Hashimoto die Mission ab und kehrte um.
In der Nacht vom 15. auf den 16. Mai 1945 wurde die Haguro jedoch in der Schlacht in der Straße von Malakka von der britischen 26. Zerstörer-Flottille gestellt, zu der auch der schwere Kreuzer Cumberland gehörte. Die Haguro erzielte einige Granattreffer auf dem Zerstörer Saumarez, wurde dann aber von drei Torpedos getroffen und bekam schnell eine 30°-Schlagseite nach Backbord.
Um 02:32 Uhr sank die Haguro mit dem Heck voran 55 Seemeilen vor Penang. Die Kamikaze konnte 320 Überlebende an Bord nehmen, während 900 Mann, darunter Vizeadmiral Hashimoto und Konteradmiral Sugiura, mit dem Schiff untergingen.
Die Haguro wurde am 20. Juni 1945 aus der japanischen Flottenliste gestrichen.

## Wrack
Das Wrack der Haguro wurde im Dezember 2002 von einem Team um den australischen Taucher Kevin Denlay entdeckt und der Zustand im März 2003 durch Videoaufnahmen dokumentiert. Die Haguro liegt in rund 68 Metern Tiefe und sitzt aufrecht auf dem Meeresboden.

## Liste der Kommandanten
| Nr. | Name                                        | Beginn der Amtszeit | Ende der Amtszeit | Bemerkungen                                       |
| --- | ------------------------------------------- | ------------------- | ----------------- | ------------------------------------------------- |
| 1.  | Kapitän zur See Hara Keitaro                | 25. April 1929      | 30. November 1929 | seit 1. Oktober 1928 mit der Baubelehrung betraut |
| 2.  | Kapitän zur See Uno Sekizo                  | 30. November 1929   | 1. Dezember 1930  |                                                   |
| 3.  | Kapitän zur See Kobayashi Sonosuke          | 1. Dezember 1930    | 10. Oktober 1931  |                                                   |
| 4.  | Kapitän zur See Nomura Naokuni              | 10. Oktober 1931    | 14. Februar 1933  |                                                   |
| 5.  | Kapitän zur See Morimoto Jo                 | 14. Februar 1933    | 15. November 1933 |                                                   |
| 6.  | Kapitän zur See Yamaguchi Minoru            | 15. November 1933   | 15. November 1935 |                                                   |
| 7.  | Kapitän zur See Samejima Tomoshige          | 15. November 1935   | 1. Dezember 1936  |                                                   |
| 8.  | Kapitän zur See Aoyagi Muneshige            | 1. Dezember 1936    | 1. Dezember 1937  |                                                   |
| 9.  | Kapitän zur See Yamamoto Masao              | 1. Dezember 1937    | 20. April 1938    |                                                   |
| 10. | Kapitän zur See Tomonari Saichirō           | 20. April 1938      | 27. Dezember 1939 |                                                   |
| 11. | Kapitän zur See Ogata Masaki                | 27. Dezember 1939   | 15. Oktober 1940  |                                                   |
| 12. | Kapitän zur See Hamada Kiyoshi              | 15. Oktober 1940    | 25. Juli 1941     |                                                   |
| 13. | Kapitän zur See Mori Tomokazu               | 25. Juli 1941       | 20. Oktober 1942  |                                                   |
| 14. | Kapitän zur See/Konteradmiral Uozumi Jisaku | 20. Oktober 1942    | 1. Dezember 1943  |                                                   |
| 15. | Kapitän zur See/Konteradmiral Sugiura Kajū  | 1. Dezember 1943    | 16. Mai 1945      | mit dem Schiff untergegangen                      |

## Belege und Verweise

### Bemerkungen
1. ↑  für 1940 nach Japanese Cruisers of the Pacific War. S. 812 – Baudaten vor der Modernisierung sind im Klassenartikel beschrieben.